# Nationalpark Chiloé
Der Nationalpark Chiloé (spanisch: Parque Nacional Chiloé) ist 43.057 Hektar groß und liegt in Chile in der Región de los Lagos. Der Nationalpark liegt auf der Insel Chiloé in den Gemeinden Ancud, Dalcahue, Castro und Chonchi.

## Geographie

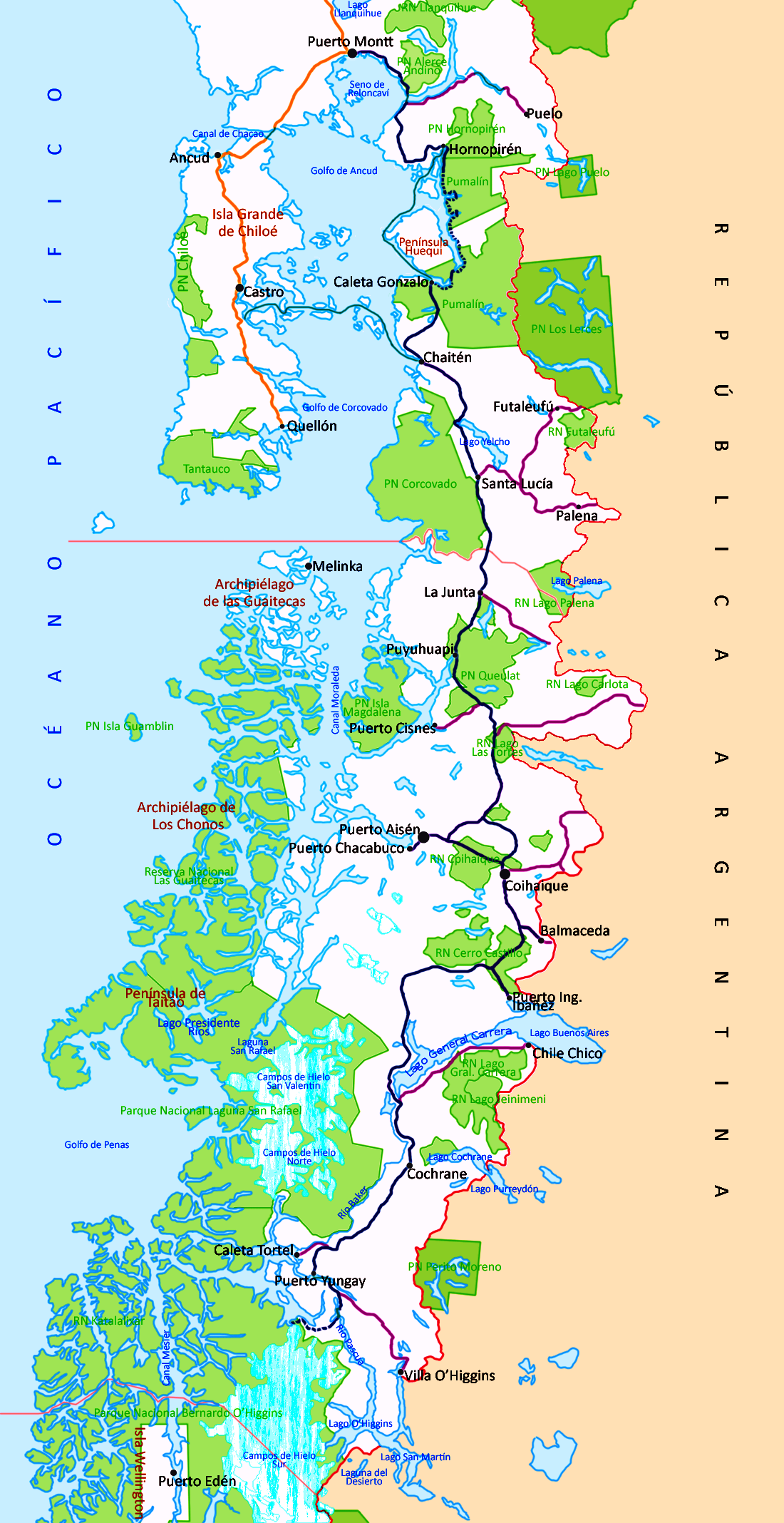
Der Nationalpark Chiloé befindet sich im Westen der Insel Chiloé links oben auf der Karte

Der Nationalpark liegt im Westen der Insel, in etwa auf der Höhe der Hauptstadt der Insel Castro. Am Pazifik liegt der Eingang zum Nationalpark mit dem Ort Cucao. Hier liegt der lange Strand Bahia Cucao.
Der Nationalpark ist in drei Gebiete aufgeteilt und hat eine Gesamtfläche von 430 km²:
- Anay 352 km²
- Chepu 78 km²
- Insel Islote Metalqui 0,5 km²

Die Strände am Pazifik bieten viele Dünen und sind bei Badetouristen sehr beliebt. Im Inneren gibt es große Kiefernwälder und Tepü-Bäume. Allerdings ist das Wetter auf Chiloé sehr regenreich und wechselhaft. Die beste Zeit für einen Besuch des Parks ist zwischen September und März.

## Geschichte
Die Insel wurde lange vor den Spaniern von den Huilliche-Indianern bewohnt. Im Jahre 1553 betraten die Spanier erstmals die Insel und gründeten 1567 die Stadt Castro. Die Insel blieb selbst nach der Unabhängigkeit Chiles noch in spanischer Hand. Erst 1826 nahmen die Chilenen die Insel vollständig in Besitz.
1834 besuchte Charles Darwin die Insel. Der Nationalpark wurde ab 1983 errichtet. Am und im Nationalpark gibt es heute noch zwei Huilliche-Siedlungen: Huentemo und Chanquín.

### Fauna
Die Tierwelt des Nationalparks Chiloé besteht hauptsächlich aus Vögeln und Meeressäugetieren. Im Park leben mehr als 100 verschiedene Tierarten.
An den Küsten können Pinguine beobachtet werden. Auf der Insel Metalqui, die nur mit Sondergenehmigung betreten werden darf, gibt es eine große Kolonie von Seelöwen (Otaria flavescens).
Landsäugetiere sind im Park weniger verbreitet. Im Wald leben der Pudu (Pudu puda), einer der kleinsten Hirsche der Erde sowie der vom Aussterben bedrohte Chiloé-Fuchs (Pseudalopex fulvipes). An den Flussmündungen kommt der Südliche Flussotter (Lutra provocax) vor, der sich von Fischen und Weichtieren ernährt.

## Infrastruktur
In Cucao und seinem Ortsteil Chanquín stehen Restaurants und Unterkünfte für Touristen zur Verfügung. Einheimische Führer bieten Führungen an. Man kann auch Pferde und Boote ausleihen. Von Chonchi und Castro bestehen mehrmals täglich Busverbindungen nach Cucao, vereinzelt auch nach Chanquín. Die Busse fahren bis zu der 1998 neu erbauten Brücke über den Río Cipresal.
Zwischen Cucao und Chanquín wurde auf dem Grundstück der Parkverwaltung ein kleines Museum eingerichtet, von dort führt ebenfalls ein 710 m langer Forstlehrpfad (Sendero educativo „El Tepual“) durch ein Stück des Parks.

## Wanderkarte
Eine aktuelle Wanderkarte gibt es in Castro im CONAF-Infobüro, etwas westlich der Plaza de Armas oder am Eingang des Nationalparks.